# 科蒂利亚斯
科蒂利亚斯，是西班牙卡斯蒂利亚-拉曼恰自治区阿尔瓦塞特省的一个市镇。 总面积15km², 总人口196人（2001年），人口密度13人/km²。